# Megaselia postcrinata
Megaselia postcrinata är en tvåvingeart som beskrevs av Borgmeier 1966. Megaselia postcrinata ingår i släktet Megaselia och familjen puckelflugor.
Artens utbredningsområde är Idaho. Inga underarter finns listade i Catalogue of Life.